# 西螺振文書院
23°47′41″N 120°27′52″E / 23.794612°N 120.464436°E
振文書院（台語：Tsín-Bûn-Su-īnn），是位於臺灣雲林縣西螺鎮廣福里的書院、文昌廟，為雲林縣古蹟。

## 沿革
清治嘉慶二年（1797年），西螺士紳廖澄河捐資興建文昌帝君祠，祭祀五文昌、孔子及倉頡先師等。早年，西螺位在偏僻地區，無設立官學，因此由民間設立書院。嘉慶十九年（1814年）間修祠後，正式成立振文書院。
《雲林縣采訪冊》卷二．西螺堡：
|  | 振文書院在街外之南。堂一、宇一，左右廊六間，嘉慶十九年，董事生員廖澄河等捐建，至光緒十七年，生員葉有聲等捐修。 |

日治大正十年（1921年），書院再度整修。清治時期雲林共有龍門、奎文、修文、及振文這四書院，僅此間留下。
戰後地址為西螺鎮興農西路六號，屬廣福里。1943年時旁設懿德堂，由此鸞堂管理書院。1970年，院前興建作為祭台的謝恩壇。

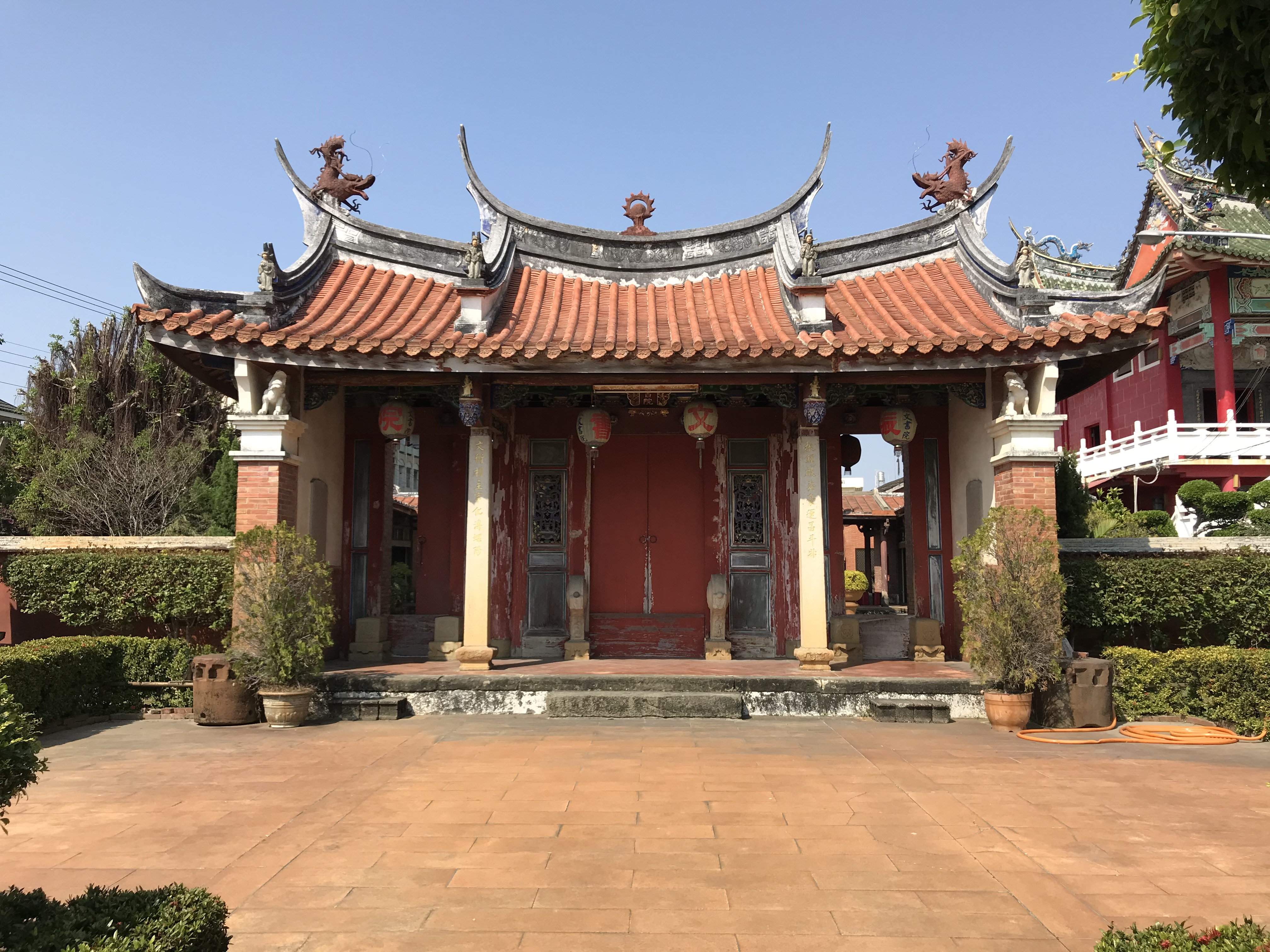
山川門

1979年書院列為暫定三級古蹟後，除新建山川門，使格局成了二進式。次年，文昌帝君等神像被竊。1985年正式核定為三級古蹟。
1986年，韋恩颱風時受損。 1987年7月開始整修，由漢光建築師事務所負責，為台灣在古蹟調查修復上運用伽瑪射線照相檢驗鑑定的古蹟。修建工程原本預估經費約新台幣五百五十萬元，經過追加後總共耗資九百多萬元，建立柵欄式水泥矮圍牆，移除謝恩壇、屋頂上的燕尾、翔龍和財子壽三星，書院正殿前端樹木鏟除，水泥樑柱抽換為圓木柱、日光燈改為紙燈籠。
1990年3月15日，清治嘉慶年間魁星爺、關聖帝君和侍讀童子三尊神像被竊，磁玉萱爐和雕花台座也遭挖走。
九二一地震後，縣府文化局爭取到廿萬元經費作緊急搶修，再編列九百多萬元整修。2004年1月14日，修護後重新啟用，時任立委李騰芳、鎮長謝金治、議員李佳芬、鎮代程進森、西螺青商會會長莊偉民、西螺鎮體育會理事長李明哲等到場，承包的漢光建築師事務所、三基營造公司也派員說明修復過程及特色。

## 活動
清治光緒年間，西螺仕紳廖學棟、廖懷臣、江香萼、王占撝、李品三等廿人有鑑於鴉片毒害，以此書院所供俸的關聖帝君和孚佑帝君爐灰加上書院的井水作為戒毒之用，吸引西螺、莿桐、二崙、崙背等地毒癮者前來，並將煙具、鴉片置於書院中庭擇期燒毀。1906年他們在此設立「義孚社」，以農曆四月十四日佑帝君聖誕之日，來此聚會祭祀，並決定次年爐主一人及頭家四人。社員為凝聚彼此的感情，若有人有弄璋之喜，其他社員會獻燈籠一對、並做紅龜粿供奉神前，並由爐主贈予生豬肉一塊。
日治時期，西螺文人組織的詩社─菼社在此書院活動。1936年於嘉義舉行第十七次總會時，張李德和曾與會。
1963年，此書院首度舉行祭孔，並有六佾舞，其後三十多年雲林祭孔未再有六佾舞。1996年，由國立台灣藝術學院的張惠真，將其藝專所學的六佾舞訓練西螺咚咚舞蹈社的學員，在此書院祭孔時重現。